# Frederick Sumner Brackett
Frederick Sumner Brackett (Claremont, 1 de agosto de 1896 — , 28 de janeiro de 1988), foi um físico e espectroscopista estado-unidense.

## Biografia
Nascido em Claremont, na Califórnia, graduou-se na Universidade Pomona e trabalhou como observador no Observatório Monte Wilson até 1920, tendo se dedicado a estudar a radiação infravermelha do Sol. Brackett obteve o doutoramento em física na Universidade Johns Hopkins em 1922. Ao utilizar um tubo de descarga, ele descobriu a série de Brackett do hidrogénio, onde os saltos do estado do eletrão permitiram-lhe determinar os seus quatro estágios fundamentais em 1922. Antes de se mudar para Washington em 1927, lecionou a disciplina de física na Universidade da Califórnia em Berkeley. Brackett ingressou no Laboratório de Fixação do Nitrogénio do Departamento de Agricultura dos Estados Unidos em 1927, e em 1936 tornou-se diretor de investigações biofísicas do Instituto Nacional de Saúde.
Durante a Segunda Guerra Mundial, dirigiu um programa investigação ótica no exército. Foi promovido ao posto de tenente-coronel e condecorado com a Legião do Mérito pelo seu trabalho.
Brackett regressou ao Instituto Nacional de Saúde como chefe da secção de fotobiologia. Reformou-se em 1961.
A cratera lunar Brackett e o asteroide (12775) Brackett foram batizados em sua homenagem.